# Halli (899)
Le  Halli (pennant number : 899) est un navire de services appartenant au Ministère de l'Environnement en Finlande et intervenant en cas de déversement d'hydrocarbures. il est dirigé par la Flotte côtière et peut aussi être utilisé pour des tâches d'entretien et de transport

## Mission
Le navire est capable de collecter des hydrocarbures sur une largeur de 40 mètres et ses réservoirs peuvent contenir 1.400 m³ de matériaux collectés. En tant que navire de nettoyage, il peut balayer une trajectoire de 30 mètres à 1,5 nœuds (2,8 km/h) avec son système de collecte de la pollution. Il est équipé d'un réservoir de collecte des déchets de 360 m³. Le navire est classé dans la classe de glace 1A.
Le navire peut servir de navire de débarquement et de navire de soutien logistique. La rampe d'étrave de 11 mètres peut être utilisée pour charger ou décharger des véhicules jusqu'à 48 tonnes. 
Le navire a été rénové à l'automne 2010 et remis en état de marche à l'été 2011. Dans le cadre de la rénovation, le système électrique du navire, les machines auxiliaires, le générateur de secours, le contrôle des machines, les systèmes de collecte et d'expédition d'huile et les logements ont été renouvelés. Le chantier naval de Meyer Turku (ex-STX Finland) à Helsinki était responsable de sa rénovation.

## Galerie

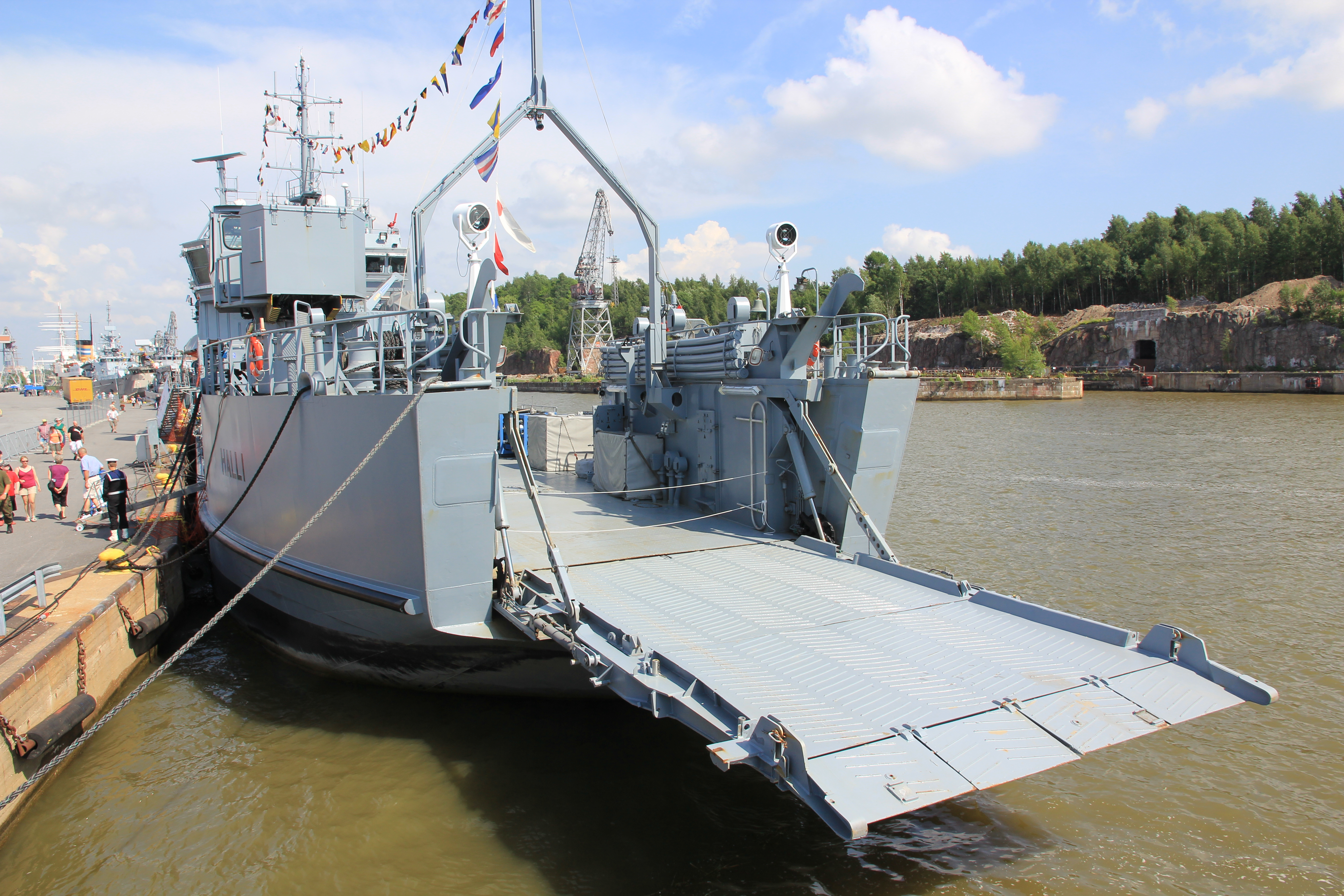
Rampe d'étrave
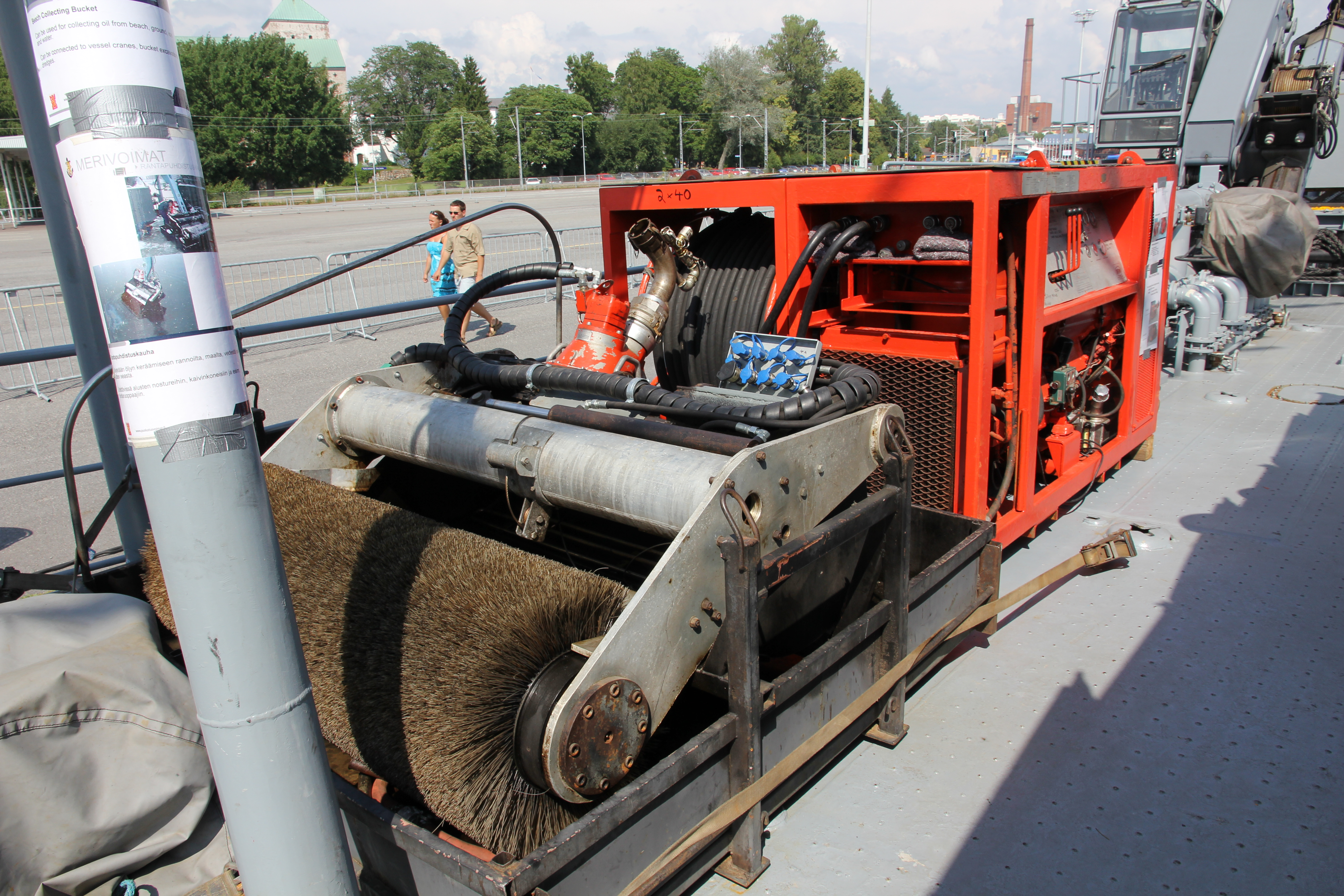
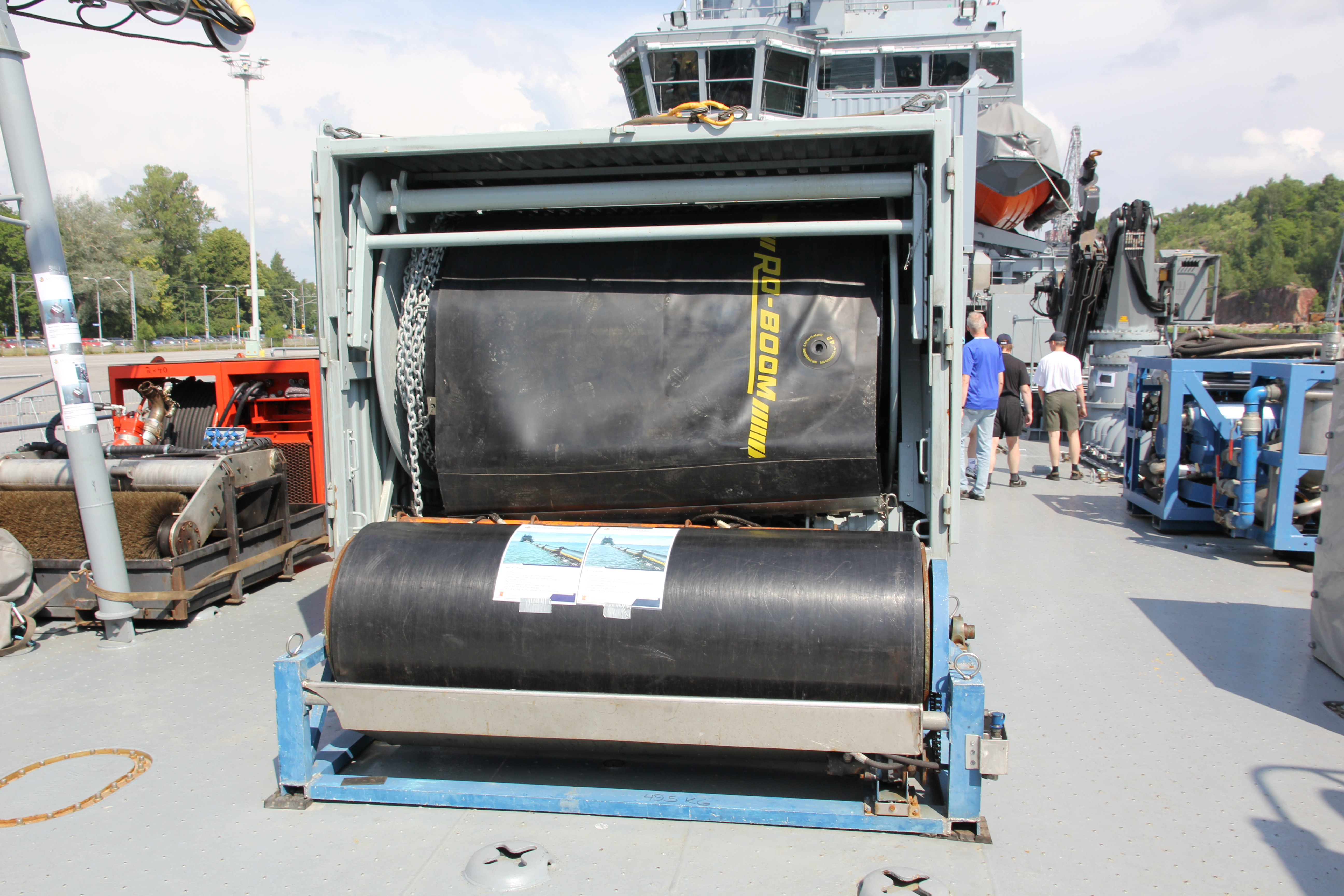